# Rod (otok)
Rod ili Rodos (grčki: Ρόδος, Ródos, talijanski: Rodi, turski: Rodos, Ladino: Rodi ili Rodes) je grčki otok udaljen svega 18 km od Turske u pravcu jugozapada. Rod je najveći otok u otočkoj skupini Dodekanez u istočnom dijelu Egeja. Na otoku živi 117 007 stanovnika (po popisu iz 2001. god.), od toga 53 709 stanovnika živi u glavnog gradu Rodosu.
Povijesno je otok poznat po jednom od sedam svjetskih čuda starog svijeta Kolos s otoka Roda. Srednjovjekovna jezgra grada Rodosa uvrštena je na UNESCO-ov popis Svjetske baštine. Danas je otok Rod jedno od najpoznatijih turističkih odredišta na svijetu.

## Zemljopisne osobine
Otok Rod ima oblik vrška koplja, dug je 79,7 km a širok oko 38 km. Ukupna površina otoka je 1400 km2, dužina morske obale otoka je 220 km. Unutrašnjost otoka je brdovita i šumovita, pokrivena je pinijama (Pinus brutia) i čempresima (Cupressus sempervirens). Najviši vrh otoka je na planini Ataviros s 1216 m visine. Obale otoka su kamenite, unutrašnjost ima pojaseve plodne zemlje gdje se uzgajaju citrusi, voće, grožđe, povrće, masline. Otok ima endemsku faunu, rodoskog jelena i brojne vrste leptira kojih osobito ima u dolini Petaludes (to na grčkom znači "Dolina leptira"),
Grad Rodos glavno otočko sjedište nalazi se na krajnjem sjeveru otoka. Otok ima vrlo prometnu međunarodnu zračnu luku  (Diagoras) kod mjesta Paradisi, koja je udaljena od grada Rodosa 14 km. Otok ima i dobru cestovnu mrežu koja ide iz grada Rodosa u pravcu istočne i zapadne obale otoka.
Pored grada Rodosa, otok ima brojna manja mjesta uz obalu koja su danas turistička odredišta, Faliraki, Lindos, Kremasti, Haraki, Pefkos, Arhangelos, Afantou, Koskinou, Embona (Ataviros), Paradisi i Trianta (Ialisos). Turizam je glavna privredna grana na otoku.

### Potresi
Otok Rod imao je više katastrofalnih potresa u svojoj povijesti. Najpoznatiji je onaj iz 226 god. pr. Kr. kada je porušen Kolos s otoka Roda, zatim onaj od  3. svibnja 1481. god. kada je porušen veći dio grada Rodosa kao i onaj od 26. lipnja 1926.
15. srpnja 2008. god. otok Rod je pogodio potres magnitude 6.3 prouzročivši manje štete na građevinama i jednu ljudsku žrtvu.

## Povijest

### Otok za antičkih vremena
Otok Rod je ljudsko stanište još od neolita. U 16. st. pr. Kr. otok Rod ušao je u krug minojske kulture.
U 15. st. pr. Kr. otok su osvojili i naselili Ahejci. Uspon otoka započeo je u 11. st. pr. Kr. dolaskom  Dorana na otok.  Dorani su izgradili tri važna grada (polisa) Lindos, Kameiros i Ialisos. Ovi gradovi su zajedno s gradom Knidosom s otoka Kos i Halikarnasom na kopnu u Maloj Aziji, tvorili takozvane gradove Dorskog Hexapolisa.
U Pindarovoj odi, za otok Rod se kaže da je plod ljubavi između boga sunca Helija i nimfe Rode, a gradovi na otoku nazvani su po imenima njihova tri sina. Diodor Sicilski dodao je da je Actis, jedan od sinova Heliosa i Rode putovao u Egipat i tamo izgradio grad Heliopolis i naučio Egipćane zvjezdoznastvu.
Otok su nakratko zauzeli Perzijanci, kad su krenuli na veliku invaziju Grčke, ali nakon pobjede Atenjana 478. god. pr. Kr. nad Perzijancima otočki polisi su se pridružili atenskom i Delskom savezu. Nakon izbijanja Peloponeskog rata 431. pr. Kr., otočani su ostali neutralni iako su službeno još uvijek bili u Delskom savezu.
408. god. pr. Kr. otočki gradovi (polisi) ujedinili su se i izgradili novi glavni grad Rodos na krajnjem sjeveru otoka. Grad je izgrađen po planovima  atenskog arhitekta Hipodamus iz Mileta. Peloponeski ratovi iscrpili su Grčku, a i otok Rod je oslabio, tako da je 357. pr. Kr. podlegao invaziji maloazijskog kralja Mauzola iz Karije, a potom i invaziji  Perzijanaca 340. pr. Kr. 
Druga okupacija Perzijanaca nad otokom nije dugo trajala jer ih je uskoro pobijedio Aleksandar Veliki 332. pr. Kr., što je značilo oslobođenje za otočane.
Nakon smrti Aleksandra Velikog, otočje Dodekanez, a i sam otok Rod, podijelili su Aleksandrovi generali između sebe.
U tom razdoblju helenističke vladavine otok Rod izgradio je dobre trgovačke odnose s Ptolemejskom Aleksandrijom iz Egipta, i zajedno s njom osnovao Rodosko-egipatski savez, koji je kontrolirao promet i trgovinu nad cijelim Egejom u 3. st. pr. Kr. Otok Rod postao je pomorsko, trgovačko i kulturno središte tog dijela Sredozemlja. Kovanice s Roda bile su moneta po cijelom Sredozemlju, a otočke škole filozofije, književnosti, retorike i kiparstva postale su slavne. 
305. god. pr. Kr. makedonski kralj Demetrije I. sin Aleksandrovog generala Antigona I. opsjedao je grad Rodos, želivši time razbiti njihov savez s Egiptom. Za tu opsadu dao je izgraditi moćna opsadna oružja, - udarnog ovna visokog 55 metra i opsadni toranj težak čak 163 293 kg. Usprkos silnom trudu Demetrije I. je 304. god. pr. Kr. nakon jedne godine opsade potpisao sporazum o miru s Rodosom i ostavio iza sebe svu vojnu opremu. Otočani su prodali opremu, a taj novac iskoristili za podizanje kipa bogu Heliosu, koji je kasnije bio poznat kao Kolos s otoka Roda.
164. pr. Kr., Rodos je potpisao mirovni ugovor s Rimskim Carstvom i otok je postao obrazovni centar za školovanje djece iz bogatih rimskih obitelji. Naročito su se cijenile škole retorike poput one koju je vodio Hermagoras i autor djela Rhetorica ad Herennium. Otok je bio rimski saveznik i uživao brojne privilegije.
Taj idiličan odnos prekinut je 42. pr. Kr., nakon turbulentnih događaja poslije ubojstva Julija Cazara 44. pr. Kr., i brojnih makinacija rimskih političara. Gaj Kasije Longin napao je i opljačkao grad Rodos.
Tek od tog vremena otok je postao integralni dio Rimskog Carstva. Tit Flavije je grad Rodos proglasio glavnim gradom Provincia Insularum, a nakon toga otoci su ujedinjeni s Kretom i tvorili su 18. provinciju Rimskog carstva.
U prvom stoljeću rimski car Tiberije proveo je kraće vrijeme u izgnastvu na otoku Rodu. U to vrijeme otok je posjetio i Sveti Pavao i osobno pridonio širenju kršćanstva na otoku.  Otok Rod imao je svoj vrhunac u trećem stoljeću.
Od 395. godine, počinje era dugog vladanja Bizanta nad otokom (gotovo tisuću godina), nakon podjele Rimskog Carstva na dva dijela.

### Srednji vijek
1309. god. došao je kraj vladanju Bizanta nad otokom, jer su otok zauzeli Vitezovi Ivanovci. Pod njihovom vladavinom, a oni su se tad nazvali Vitezi s Rodosa grad Rodos postao je njihovo glavno uporište. Oni su ga izgradili u skladu s europskim srednjovjekovnim idealima.  Tada su izrađeni i brojni povijesni spomenici u gradu Rodosu između ostalog i Palača velikog magistra Rodskih vitezova .
Snažne zidine grada Rodosa izdržale su napade  sultana iz Egipta 1444. god., i veliku invaziju pod vodstvom Mehmeda II. Osvajača 1480. godine. Ipak zadnji napad 1522. godine od strane Sulejmana Veličanstvenog, nisu uspjele zadržati.
Preživjelim vitezima s Roda dozvoljen je mirni odlazak na Siciliju (odakle su otišli kasnije otišli na Maltu). Otok je nakon toga pao pod Otomansku vlast koja je trajala gotovo četiri stoljeća.

### Otok Rod u novom dobu
U veljači 1840. god., desio se bizaran događaj na otoku, tada su otočki židovi  optuženi (lažno) da su ritualno pogubili jednog kršćanskog mladića, ovaj događaj je potakao masovnu odmazdu nad židovima. 
1912. godine za vrijeme Talijansko-turskog rata Kraljevina Italija zauzela je otok Rodos. I nakon Talijansko-turskog rata, Italija je nastavila vladati Rodom, kao i čitavim otočjem Dodekanez jer im je to omogućeno Prvim mirovnim sporazumom iz Lausanne. Otok Rod postao je sjedište njihove tvorevine - Isole Italiane dell'Egeo.
Nakon talijanske kapitulacije u tijeku drugog svjetskog rata  8. rujna 1943. britanske snage nisu uspjele privoliti talijanski garnizon da promijeni stranu u ratu, tako da je to iskoristila njemačka vojska i ubrzo zauzela otok.  Tako su oni držali Rod pod svojom kontrolom sve do kraja rata 1945. godine (iz kontinentalne Grčke su izbačeni još 1944. god.).
19. srpnja 1944. god. 1700 otočkih židova je poslano u koncentacijske logore, od njih je preživjelo samo 160.  Turski konzul u Rodosu Selahattin Ülkümen, uspio je tada spasiti po cijenu vlastitog života 42 židova, zahtijevajući da se s njima postupa kao građanima Turske jer su Turski državljani ili su imali nekog od bliže rodbine u Turskoj.
I pored teritorijalnih zahtjeva Turske nad čitavim otočjem Dodekanez, otoko Rod službeno se ujedinio s Grčkom Mirovnim ugovorom s Italijom 1947. godine.

## Uprava na otoku
Grad Rodos je upravno središte Prefekture Dodekanez a otok Rod je najnapučeniji otok u južnom Egeju. 

### Upravna podjela otoka
Otok je podijeljen na 10 općina:
| Općina      | Stanovnika | Sjedište    | Općinske ispostave                                                                              | Poštanski broj |
| ----------- | ---------- | ----------- | ----------------------------------------------------------------------------------------------- | -------------- |
| Afantou     | 6.712      | Afantou     | Afantou, Kolympia, Archipoli                                                                    | 851 03         |
| Archangelos | 7.779      | Archangelos | Archangelos, Malona, Charaki, Massari                                                           | 851 02         |
| Ataviros    | 2.635      | Empona      | Empona, Kritinia, Monolitos, Sianna, Ag. Isidoros                                               | 851 09         |
| Ialisos     | 10.107     | Ialisos     | Ialisos                                                                                         | 851 01         |
| Kallithea   | 10.251     | Kalithies   | Kalithies, Koskinou, Faliraki, Psinthos                                                         | 851 05         |
| Kameiros    | 5.145      | Soroni      | Soroni, Apollona, Dimylia, Kalavarda, Platania, Salakos, Fanes                                  | 851 06         |
| Lindos      | 3.633      | Lindos      | Lindos, Kalathos, Laerma, Lardos, Pylona                                                        | 851 07         |
| Petaloudes  | 12.133     | Kremasti    | Kremasti, Pastida, Maritsa, Paradeisi, Theologos, Damatria                                      | 851 04         |
| Rodos       | 54.000     | Rodos       | Grad Rodos                                                                                      | 851 00         |
| Južni Rodos | 4.313      | Gennadi     | Gennadi, Apolakkia, Arnitha, Askleipio, Vati, Istrios, Kattavia, Lachania, Mesanagros, Profylia | 851 09         |

## Poznati sugrađani
- Agesander, (I. st. pr. Kr.) kipar, jedan od tvoraca kipa Lakon sa sinovima
- Diagoras iz Rodosa (V. st. pr. Kr.), šakač (boksač), višestruki pobjednik na Olimpijskim igrama
- Dinocrates (4. st. pr. Kr.), arhitekt i savjetnik Aleksandra Velikog
- Eudem Rođanin (4. st. pr. Kr.), starogrčki  filozof i prvi povjesničar znanosti
- Har iz Lindosa (III. st. pr. Kr.), kipar
- Kleobul iz Lindosa(VI. st. pr. Kr.), filozof jedan od sedam mudraca antičke Grčke
- Memnon (380-333. god. pr. Kr.), zapovjednik najamničke vojske

## Zbratimljeni gradovi
- Perth, Australija

## Pogledajte i ovo
- Kolos s otoka Roda
- Dodekanez
- malteški vitezovi

## Vanjske poveznice
- Otok Rod
- Sužbene stranice grada Rodosa